# 武德殿 (天津市)
39°07′11″N 117°10′52″E / 39.1197°N 117.18117°E
天津武德殿，又名演武馆，位于当时的天津日租界的宫岛路（今鞍山道）和南京路交口西北侧（现南京路228号），该建筑目前是天津市文物保护单位和特殊保护等级历史风貌建筑。亦是天津市内现存的唯一一座帝冠式建筑。

## 历史

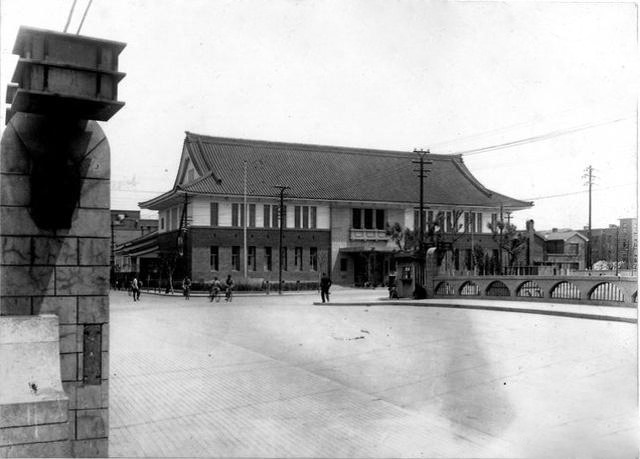
武德殿旧照

天津武德殿原坐落于天津日租界最南端，原址为天津日本居留民团于1923年建造的发电厂，后来发电厂迁出。1941年，日本武德会天津支部兴建武德殿作为日本驻军和日本侨民习武健身所建的场所。1942年，天津武德殿竣工时，已是第二次世界大战后期，由于当时天津各租界缺乏资金财力，各租界内部的建设活动实际上已经中止了，但武德殿因为日本军方的背景才得以完工，武德殿也为天津日租界全面建设和开发完成的象征。1945年8月，天津市政府正式收回武德殿。1956年以后，武德殿曾先后作为护士学校、天津总医院附属幼儿园。1976年，唐山大地震使建筑顶部的重要装饰出现一定损坏。2008年，天津市人民政府按照武德殿原有式样对顶部的重要装饰进行了重新制作、安装。现为天津医科大学总医院图书馆。

## 建筑
天津武德殿占地2808平方米，建筑面积2200平方米，为二层砖木结构的日式建筑，内部设14根通柱支撑，整体强调传统建筑的对称构图。外立面以黑、白为主色调，外墙以白色装饰并用釉面瓷砖镶嵌，屋顶四坡铺设青琉璃瓦，正脊为黑布瓦。建筑首层为公寓式住房并设有拉门式榻榻米。二层练武厅内设柔道、击剑、拳击等健身习武设施。　　